# Libohovë
Libohovë es un municipio y villa de Albania, perteneciente al condado de Gjirokastër. Se sitúa bajo el castillo de Libohovë y tiene una calle principal con vistas al valle del río Drino. Se halla al pie del monte Bureto. La región forma parte del parque natural regional de Zagori.
El municipio se formó en la reforma local de 2015 mediante la fusión de los antiguos municipios de Libohovë, Qendër Libohovë y Zagori, que pasaron a ser unidades administrativas. El ayuntamiento tiene su casa consistorial en la villa de Libohovë. La población total del municipio es de 3667 habitantes (censo de 2011), en un área total de 248.24 km². La población en sus límites de 2011 era de 1992 habitantes.